# Hernandia beninensis
Hernandia beninensis är en tvåhjärtbladig växtart som beskrevs av Friedrich Welwitsch och Henriques. Hernandia beninensis ingår i släktet Hernandia och familjen Hernandiaceae. Inga underarter finns listade i Catalogue of Life.